# Adriaen Pietersz. van de Venne

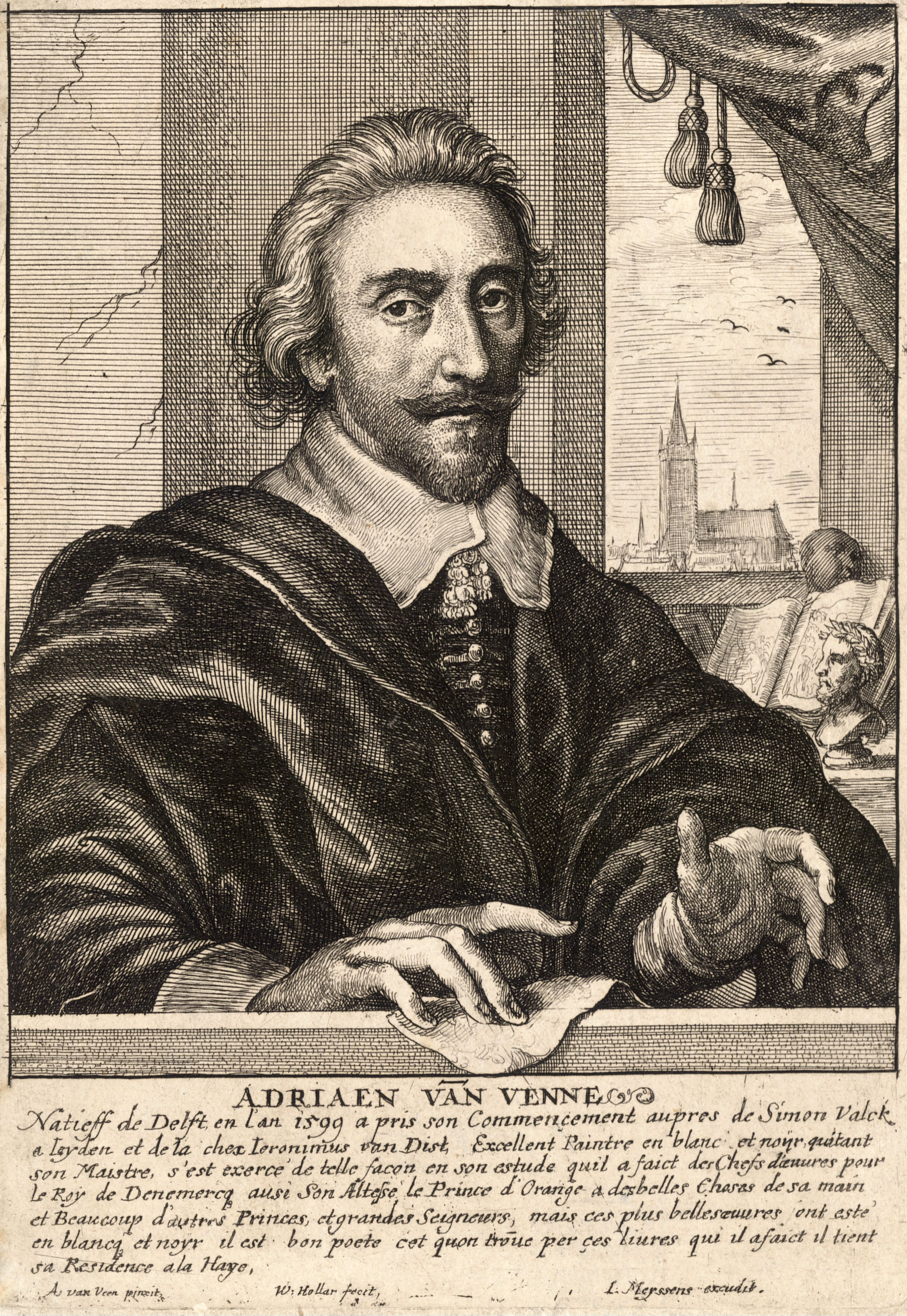
Adrienne van Venne. Porträt von Wenceslas Hollar.

Adriaen Pietersz. van de Venne (* 1589 in Delft; † 12. November 1662 in Den Haag) war ein niederländischer Maler und Dichter.

## Leben
Van de Venne ging zuerst bei dem Goldschmied S. Valck in Leiden, später bei dem Grisaillemaler H. van Diest in Den Haag in Lehre.  1625 wurde er Mitglied der Malergilde in Den Haag, deren Dekan er 1638–1640 war. Hier arbeitete er am Hof des Fürsten Moritz von Oranien und bei Friedrich Heinrich von Oranien. Er malte höfische Porträts und dokumentierte das aristokratische Leben. Er starb am 12. November 1662 in Den Haag.

## Werk
Nach dem Vorbild von Jan Brueghel dem Älteren und beeinflusst von Esaias van de Velde malte er Landschaften mit Figuren in glänzender Farbgebung (zum Beispiel: der Sommer und Winter, im Museum zu Berlin, die Kirmes, im Reichsmuseum zu Amsterdam das Waffenstillstandsfest, im Louvre zu Paris; das Fest vor einem Schloss, in der Galerie zu Kassel), aber auch Grisaillen mit Jagdszenen, Reiterzügen und andere. Er schuf Illustrationen zu den Werken von Jacob Cats und Jan de Brune, die sein älterer Bruder Jan herausgab. Sein Hauptwerk ist die Seelenfischerei katholischer und protestantischer Geistlicher, im Reichsmuseum zu Amsterdam. Sein Gedicht „De Zeensche Mey-clacht“ (1623), das den alten Konflikt zwischen Malerei und Dichtkunst thematisiert, spiegelt sein humanistisches und didaktisches Bildverständnis.

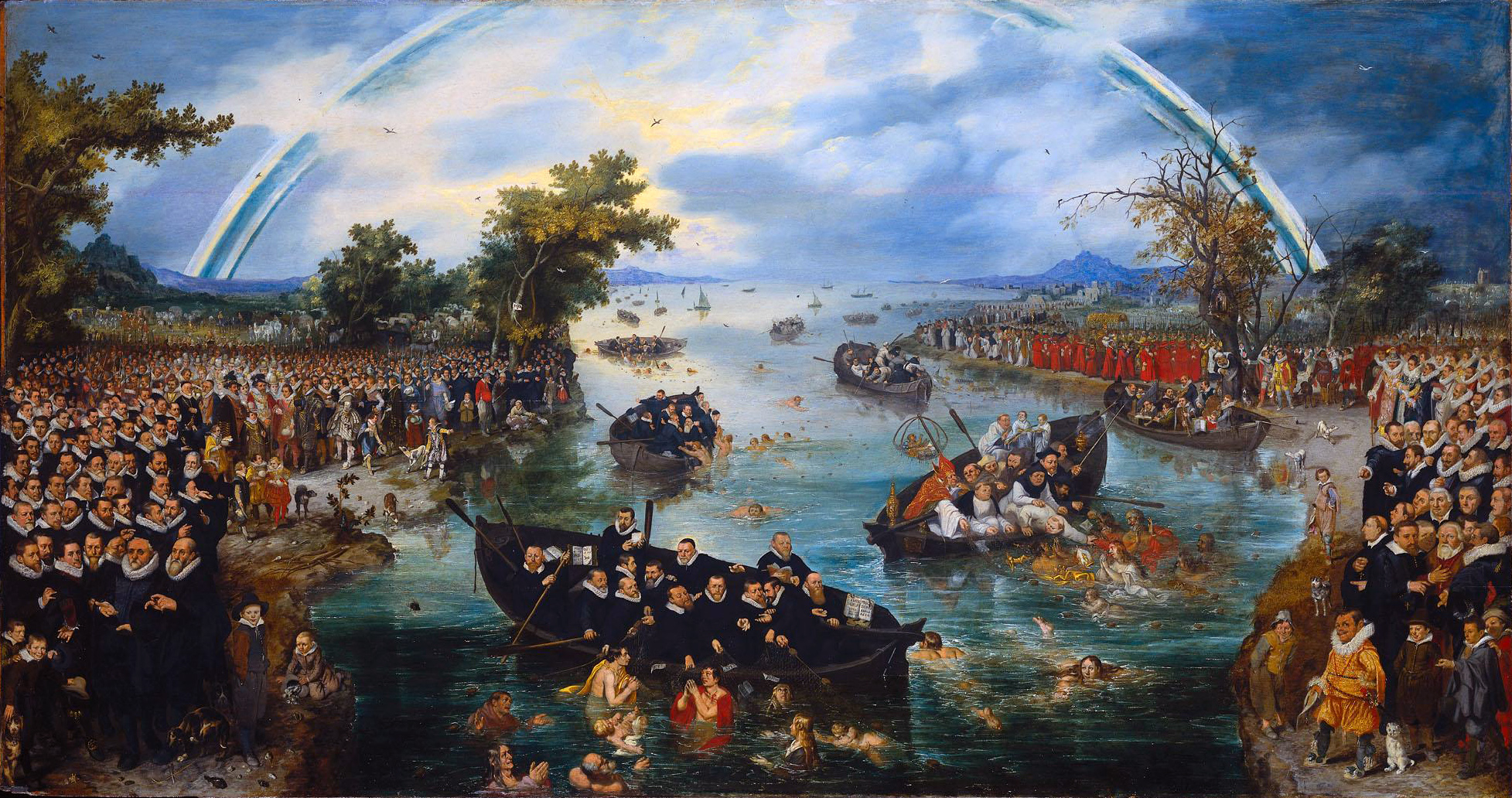
Die Seelenfischerei, 1614
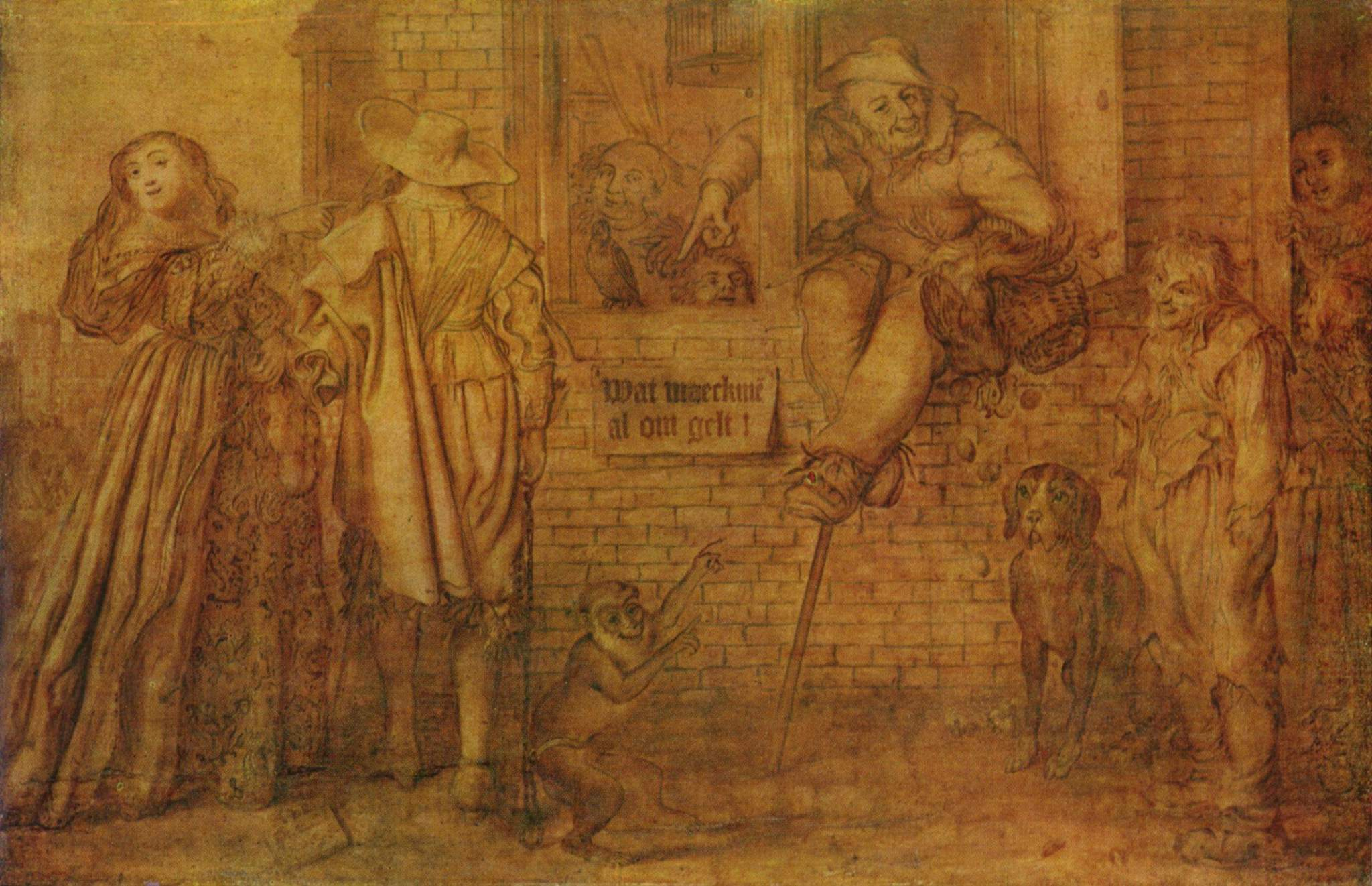
Was tut man nicht alles für Geld!, 1625
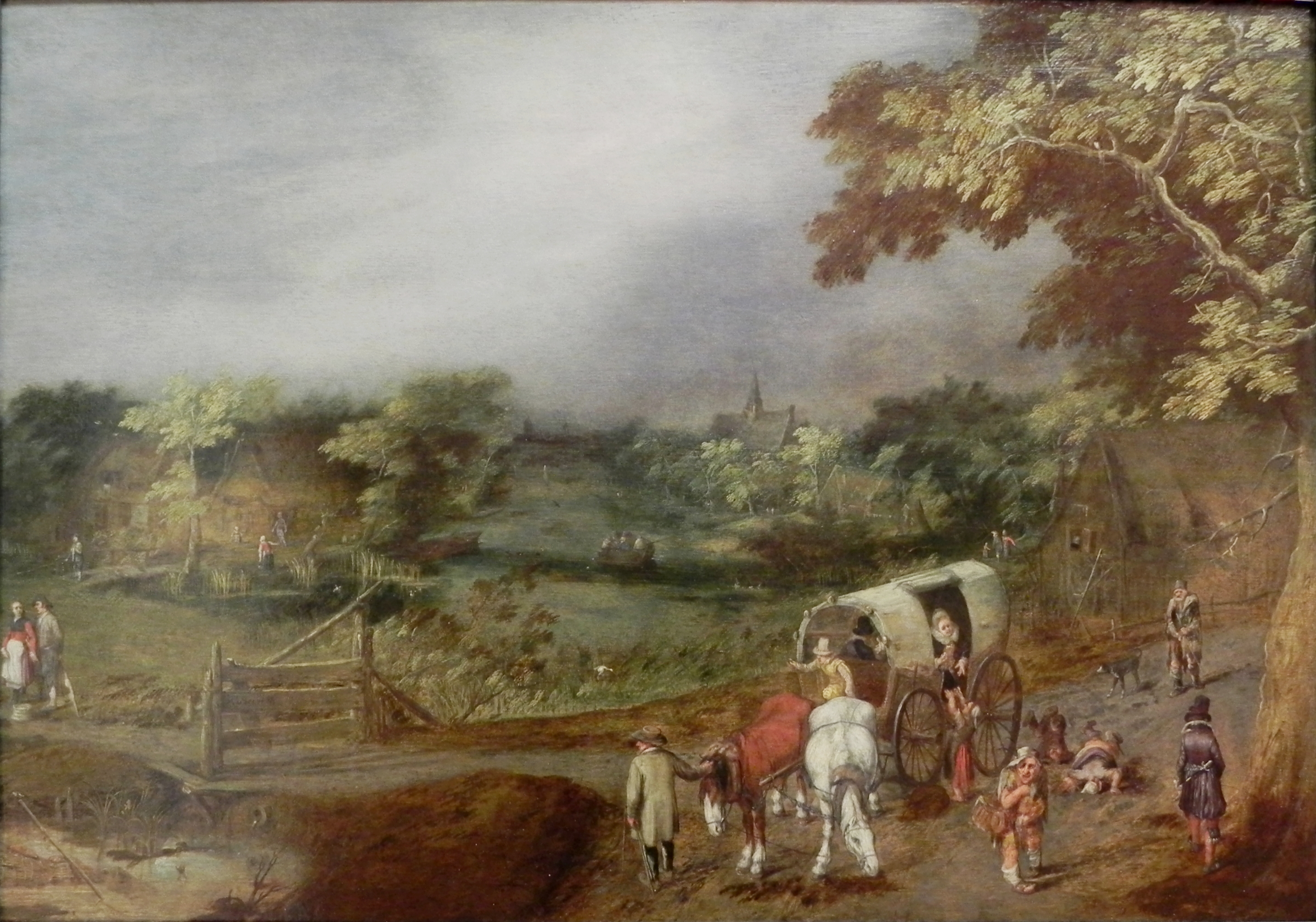
Eine sommerliche Dorflandschaft mit Pferdekutsche